# Chilo zacconius
Chilo zacconius là một loài bướm đêm trong họ Crambidae.